# 圣本笃堂 (佛罗伦萨)

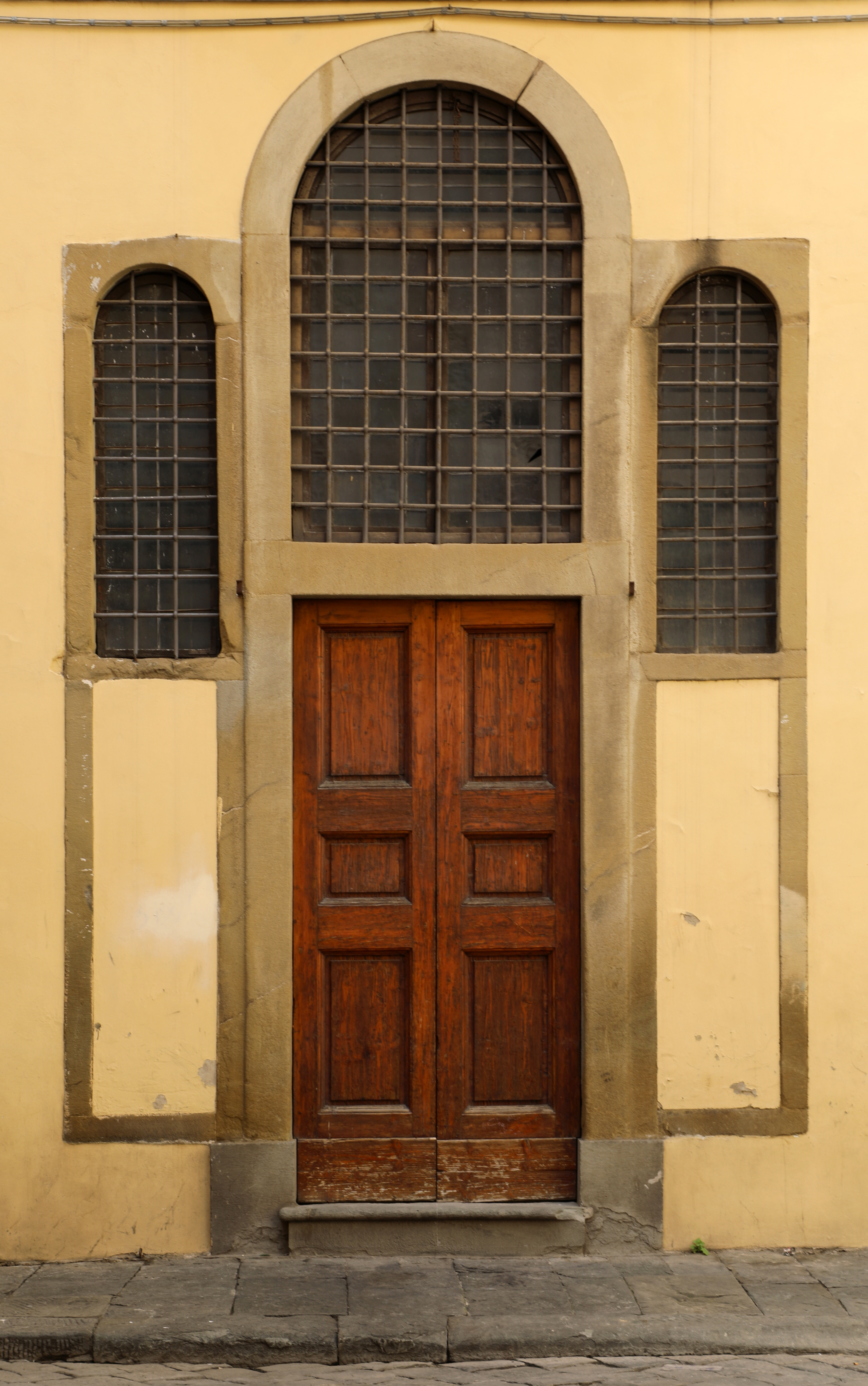
圣本笃堂

圣本笃堂（San Benedetto）是意大利托斯卡纳大区佛罗伦萨的一个小型罗马天主教教堂，位于同名广场，毗邻主教座堂广场。

## 历史
该教堂始建于公元1000年前后。1771年降级，仍然保留一个小堂，祭台画为伯纳德·韦拉奇尼的《圣 Zanobi的奇迹》。
43°46′20″N 11°15′26″E / 43.772256°N 11.257169°E